# Группа «Кризис»
«Кризис» (нем. Krisis) — немецкий левый общественно-политический журнал, созданный в 1986 году как «теоретический форум для радикальной критики капиталистического общества». До 1989 журнал носил название «Марксистская критика». Членами редакции являются Роберт Курц, Розита Шольц, Норберт Тренкле, Эрнст Лохоф, Ахим Белгарт и Франц Шандл.
В журнале предлагается критика современного капиталистического общества, основанная на фундаментальном переосмыслении понятий товара, стоимости и денег, проанализированных Марксом в «Капитале».
В «Манифесте против труда» журнал «Кризис» выступает против утверждения Маркса о классовой борьбе как двигателе истории. Борьба между пролетариатом и буржуазией не является борьбой революционного класса со своим угнетателем, а является борьбой двух противоположных интересов, интегрированных в капитализм. По мнению журнала «Кризис», борьба против капитализма — это не борьба за освобождение труда, а борьба за освобождение от труда.